# Latzelia
Latzelia is een uitgestorven duizendpootgeslacht van scutigeromorpha, en het type en enige geslacht van de familie Latzeliidae.
De soort bestond tijdens het Carboon in wat nu Illinois is (gevonden in de fossiele bedden van Mazon Creek). Het werd beschreven door Samuel Hubbard Scudder in 1890 en de typesoort, en de enige bekende soort, is Latzelia primordialis. De geslachtsnaam eert de Oostenrijkse myriapodoloog Robert Latzel.
Dit duizendpootgeslacht moet niet worden verward met twee ongeldige namen die waren toegepast op miljoenpootgeslachten, waarvan de eerste was voorgesteld door Bollman in 1893 voor een glomeridasoort die nu onder het geslacht Glomeridella valt, en de tweede door Verhoeff in 1895 voor een geslacht van Chordeumatida dat nu onder het geslacht Verhoeffia valt.